# Негојешти (Бакау)
Негојешти (рум. Negoiești) насеље је у Румунији у округу Бакау у општини Штефан Чел Маре. Oпштина се налази на надморској висини од 173 m.

## Становништво
Према подацима из 2002. године у насељу је живело 909 становника, од којих су сви румунске националности.